# Кеті Уотт
Кеті Уотт (англ. Kathy Watt, 11 вересня 1964) — австралійська велогонщиця.
Олімпійська чемпіонка 1992 року в груповій шосейній гонці, срібна призерка 1992 року в індивідуальній гонці переслідування на 3000 м, учасниця 1996 року.
Переможниця Ігор Співдружності 1994 (групова шосейна гонка), 1994 (роздільна командна гонка), 1990 (групова шосейна гонка), 1994 (гонка переслідування на 3000 м) років, срібна призерка 2006 (роздільна індивідуальна гонка), 1990 (гонка переслідування на 3000 м) років, бронзова призерка 1998 (групова шосейна гонка), 1998 (індивідуальна роздільна гонка) років.